# 2014 AW32
2014 AW32 est un astéroïde géocroiseur de la famille Apollon découvert au début de janvier 2014.

## Caractéristiques physiques
2014 AW32 mesure environ 15 mètres de diamètre.

## Passages à proximité de la Terre
Le 10 janvier 2014, 2014 AW32 est passé à seulement 190 000 kilomètres de la Terre, soit la moitié de la distance Terre-Lune. L'astéroïde est entré dans l'ombre de la Terre à 18 h 6 TU.